# Saint-Chels
Saint-Chels là một xã thuộc tỉnh Lot tây nam Pháp. Xã có diện tích 17,86 km², dân số theo điều tra năm 1999 là 139 người. Khu vực này có độ cao trung bình 394 mét trên mực nước biển.